# Кошарка на Летњим олимпијским играма 1980.
Кошаркашки турнир на Летњим олимпијским играма одржаним 1980. године је десети по реду званични кошаркашки турнир на Олимпијским играма, а други по реду кошаркашки турнир на Олимпијским играма на којем су учествовале жене. Турнир је одржан у Олимпијском спортском комплеску и спортском комплексу ЦСКА у Москви, Совјетски Савез.
Због америчког бојкота игара, Сједињене Америчке Државе нису учествовале на Олимпијским играма 1980, а репрезентације Аустралије, Италије и Бразила су играле под олимпијском заставом. 

## Освајачи медаља
| Дисциплина | Злато           | Сребро   | Бронза          |
| ---------- | --------------- | -------- | --------------- |
| Мушкарци   | Југославија     | Италија  | Совјетски Савез |
| Жене       | Совјетски Савез | Бугарска | Југославија     |

## Учесници

### Мушкарци
| - Аустралија - Бразил - Шпанија - Италија - Индија - Југославија | - Куба - Пољска - Сенегал - Совјетски Савез - Чехословачка - Шведска |

### Жене
- Бугарска
- Италија
- Југославија
- Куба
- Мађарска
- Совјетски Савез